# 柯尼希格雷茨战役
柯尼希格雷茨战役（德語：Schlacht bei Königgrätz）或称萨多瓦会战（法語：Bataille de Sadowa）发生于1866年7月3日，是普奥战争中最重要的一場战役，是整场战争态势转向对普鲁士有利的一个转折点。这亦是战场集中的极佳例子，位于同一位置不同兵种的普军会合起来共同围堵或摧毁于他们之间的敌军。

## 背景
拿破仑战争结束后，欧洲列强在维也纳会议上基本恢复了旧有的欧洲国家间秩序。在神圣罗马帝国的领土上，德意志邦联作为一个松散的国家联盟而出现，其中包括普鲁士和奥地利的部分地区。普奥战争的起因在于普鲁士和奥地利强国之间的紧张关系，这种紧张关系在德意志联邦的霸权斗争中日益加剧：1850年秋季危机，两国几乎爆发战争。由于俄罗斯的压力，普鲁士不得不放弃其民族国家計畫，即所谓的埃尔福特联盟。
战争的起因是德丹战争后，奥地利和普鲁士共同管辖的石勒苏益格和荷尔斯泰因地区的归属问题发生冲突。 1865年，加施泰因公约再次克服了分歧，奥地利在该公约中将自己限制在荷尔斯泰因的管理范围内。但当普鲁士违背这一协议的规定占领荷尔斯泰因时，奥地利宣布动员联邦军队。普鲁士随后脱离德意志联邦，并于 1866年6月19日向奥地利宣战。
奥地利这边是德国的中型邦國，包括巴伐利亚、汉诺威、萨克森、符腾堡和巴登，以及德国的各个小州。
站在普鲁士一边的是大多数图林根小国（例如萨克森-魏玛-艾森纳赫，普鲁士国王的妻子奥古斯塔是該國人）、一些德国北部国家和意大利，根據約定，如果胜利，意大利将从奥地利手中收復威尼托。

## 之前的战斗
6月战争开始的时候，普军开始于其边界集结: 卡尔·冯·比腾费尔德元帥率领的易北集团军于托尔高集结，腓特烈·卡尔亲王率领第1集团军于森夫滕贝格与格尔利茨之间集结，而腓特烈·威廉王储则率领第2集团军于西西里西亚的尼尔斯（今日的尼斯）集结。由路德维希·贝内德克率领的奧地利帝國军队则集中在奥尔米茨（奧洛穆茨）。战争首先由卡尔·冯·比腾费尔德发动，他率领普军进攻萨克森王国首都德勒斯登，并轻易打败25,000名萨军，加入第1集团军。贝内德克因此开始将奥军移向祖斯科夫要塞。
6月22日，普军总参谋长赫尔穆特·冯·毛奇作出了一个大胆的决定，他冒着在途中被奥军突袭的危险，下令两个军团进至邻近奥军位置的伊钦，以缩短战争的时间。幸好贝内德克相对来说仍然未准备好，6月29日卡尔亲王在遭遇奥军小型反抗后到达吉森镇，腓特烈王储却遇到奥军强烈的反抗，但仍然抵达易北河畔克尼格霍夫（今捷克杜夫尔-克拉洛韦）。6月30日腓特烈·卡尔亲王的第1集团军快速行军，在一日之内会合腓特烈王储。但是，普军骑兵之后两天都侦察不到奥军踪影，幸好毛奇的猜想正确，奥军的确撤退到易北河。

## 战役前夕
普军终于在7月2日傍晚邻近萨多瓦的地方追踪到奥军，腓特烈·卡尔亲王计划于明早发动攻击。毛奇指令腓特烈王储立即进攻，但第2集团军却位于电报接收范围之外，迫使毛奇需要派遣两名军官骑马通知，他们半夜骑了20哩，最终在早上四时到达。 
贝内德克很害怕会遭到重大的损失，而且他的忍耐力亦时常不同。他渴望和平，但皇帝弗朗茨·约瑟夫却命令他先打一场。他亦解散了他的部众与重要的行动指挥官，并在萨多瓦与柯尼希格雷茨之间采取防守姿态。他计划在他能撤过易北河之前拖着普军。

## 战斗
开战前，奥军205,000人7月3日面对着普军易北集团军39,000的人和第1集团军的85,000人。奥军后方的火炮射程能够穿越有树林的丘陵地带，加上骑兵部队，一起巩固和保护部分前方的步兵。黎明时分，当普军在比斯特日采河西岸完成布阵的时候，战斗正式在烟雾之中开始。约八时的时候，奥军炮兵开火，压制着腓特烈·卡尔亲王率领下的普军右翼。在奥军左翼的萨军有秩序地后退，并计划从高地开火攻击进攻中的普军右翼。卡尔亲王不愿意右翼全体进攻，结果在10时指令冯·史高拿将军指挥的七营进攻中的普军退回河岸，并采取防御态势。

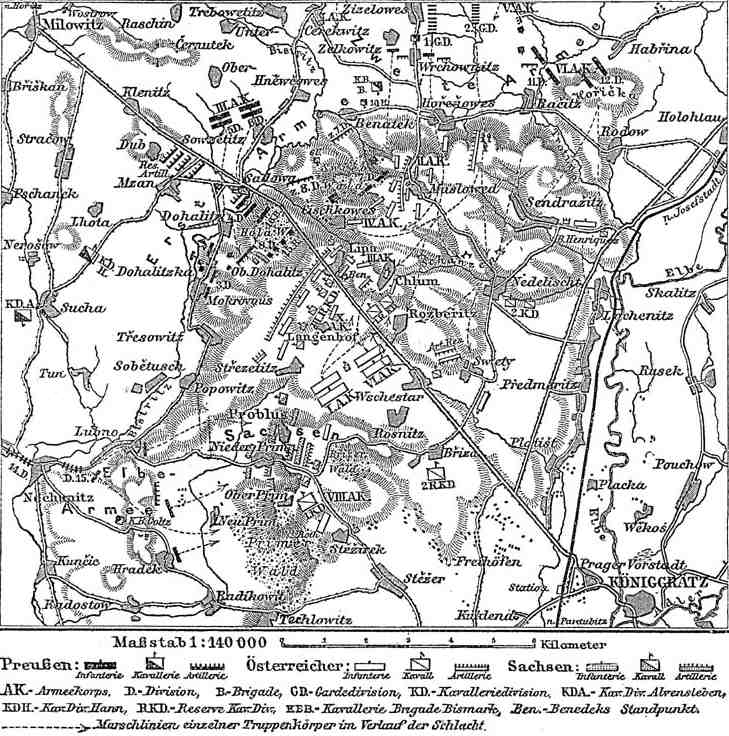
柯尼希格雷茨战役图

在普军中央，爱德华·冯·弗兰塞基将军率领的普军第7师，早前确保普军后方的安全，现时领头进攻斯韦尔普森林，遇上了奥军的两个军。第7师需要清除森林内的敌军，并掩护普军左方直至腓特烈王储率领的第2集团军到达为止。普军有条理地清除有奥军防守的村落。威廉一世指令第1集团军渡河支持法兰萨基。普军已夺取了萨多瓦，但在邻近的森林却接着发生了激烈的战斗。奥军炮兵正拖延着普军的进攻。虽然普军很容易就能渡河，但是运送火炮渡河却异常困难，所以普军的攻势亦慢了下来。后来在浓烟中奥军看见了普军第8师及第4师，奥军开炮，炮火切断了第8师及第4师，令普军攻势被迫中止。但是，贝内德克却拒绝叫骑兵冲锋反击，失去了这个后来证明可能会令奥军胜利的机会。虽然普军预备队在中午亦已经被部署，但是始终战斗形势仍然不明朗，而且普军的指挥官仍然焦急地等待腓特烈王储的第2集团军到来助战。 
奥军在人数及位置上对普军的优势已经维持了一整天。他们的武器有较长的射程，亦即代表对于数量上较多的普军来说，他们的进攻不能抵挡奥军炮兵猛烈的攻击，亦不能对奥军步兵造成很大伤害。普军曾想将三个军团到投放到战场作战，但由于电报传送命令，和铁路运送士兵的问题却导致开战的时候三个军团之中只有两个能赶及作战。普军的中央受到树林的掩护，能够守住据点，阻挡着相对较为优秀的奥军骑兵的冲锋。但是在树林之中的近距离作战却开始令双方的这些优势尽失，奥军的火炮在近距离未能瞄准普军，潮湿的天气令骑兵的冲锋充满危险，奥军第4军逐渐被指派投入作战。在这个时候双方相对的优势开始逆转。原本普军火炮比奥军火炮射程较短的弱点，已经无实际意义。普军的后膛枪能够发动密集而火力强的攻势，相反奥军主要的火炮是轻武器前膛枪，火力较弱。除此之外，普军可以在找掩护时上膛，相反奥军需要在每次发射后站起来装填子弹，上膛时却没有掩护。

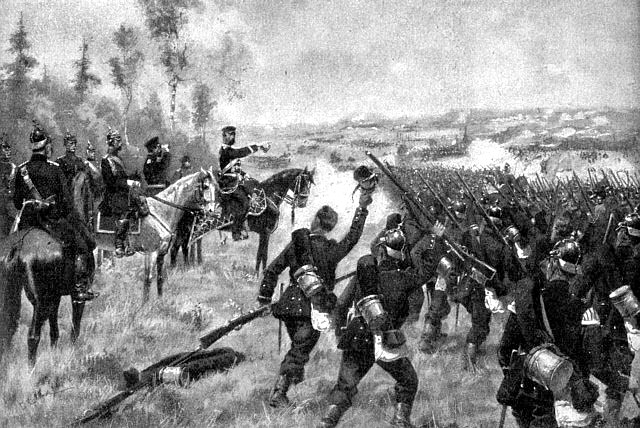
腓特烈·卡尔亲王與普军步兵

早上11时，是战役的决胜时刻，奥军中央开始调动部队，向已经擊退和拖延近四分一奥军的普军第7师发动侧击。奥军指派陆军上校卡尔·冯·帕卡，以猛烈的步兵攻势逼普军后退，计划将普军第7师退到森林的外围。可是，这个时候战斗的形势逆转，一轮炮火擊中了帕卡上校所处的一营，帕卡上校阵亡。这轮炮火是来自刚刚赶到战场的第2集团军，普军第八师巩固了普军的中央，能够抵挡奥军的猛攻。同时奥军第二及第四军被指派投入战斗，奥军没有决定性的步兵攻势，但普军也没有以骑兵发动侧击。奥军部队移到他们的防守位置进行攻击，被普军抓住。他们的右翼亦暴露了出来，让刚到来的普军步兵发动进攻。
腓特烈·威廉王储与其率领的第2集团军100,000人在整个早上急速行军后，终于在下午二时半与本部会合，在普军猛轰奥军中央的同时，军团攻击了从斯韦尔普森林撤退的奥军右翼。奥军最后一次个别的反击被中断，贝内德克甚至下令后退。中将腓特烈·希勒·冯·格荣根率领的普军第一护卫队遇到了奥军炮兵，令他们被逼停止重新组织他们的炮兵线，并且折返。格荣根中将看见奥军炮兵与其它奥军的位置连接在一起，因此他发动了进攻，他的攻击摧毁了等待战斗的骑兵连，亦令其它士兵和预备役被逼逃走。

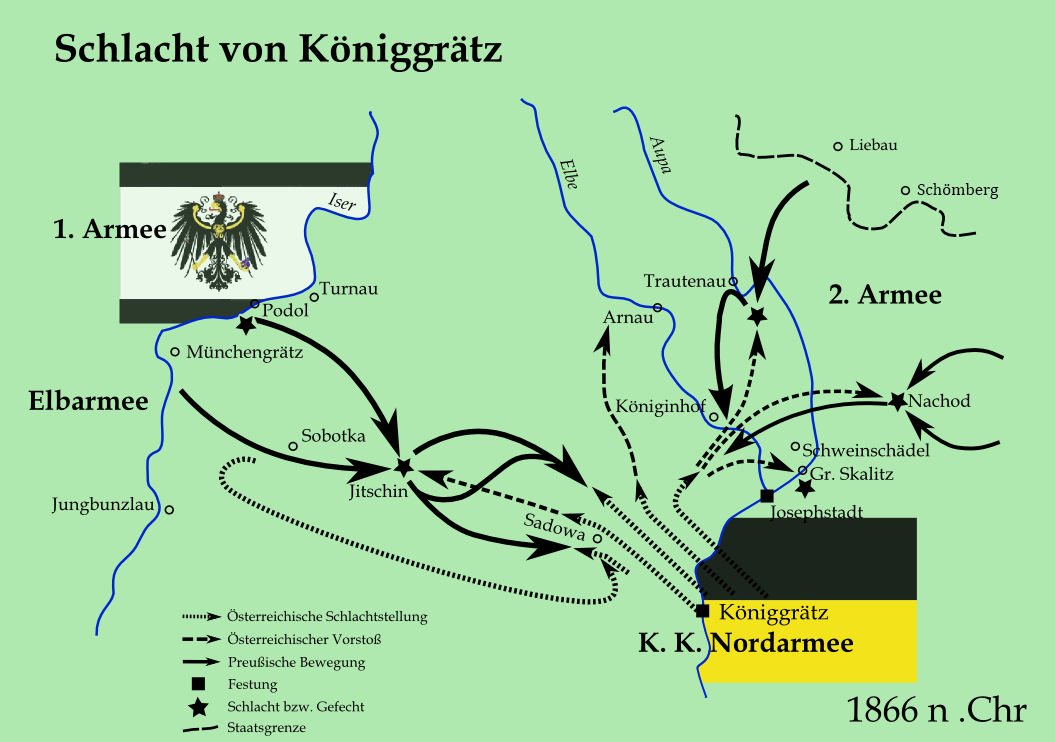
柯尼希格雷茨战役图

在这个时候，承受着巨大的人员伤亡、缺乏炮兵骑兵的保护、战场高地被敌军掌控、和己方中央被敌军包围的情况下，奥军的处境不断恶化。普军第2集团军完全攻破了奥军的防线，并夺取了中央背后的卓姆村。在早前受到奥军炮兵和萨军步兵攻击，而后退守在原地的易北集团军，亦击破了奥军左翼。军团夺取了普巴勒斯，并开始摧毁奥军的两翼。威廉一世下令剩余的部队向奥军全线攻击，但奥军陆军准将费迪南德·罗辛斯维希·冯·杜尔韦亚所率一旅数营士兵的反攻却令到这次攻势减慢。当奥军正将普军第一护卫队逼回卓姆村的时候，刚来到增援的普军加入战斗。增援的普军增强了其火力，奥军防线瓦解。贝内德克于下午三时下令全体撤退，但是普军攻势非常猛烈，奥军需发动骑兵反攻，以支持炮兵及掩护自己撤退。这次行动成功掩护奥军后方撤退，避过了普军的追击，但带来了巨大的损失：2,000人及大部分战马在行动中伤亡或被俘。 
这场战役是当时欧洲有史以来最多军队参加的一场战役，亦是主要战役之中伤亡率最高的一场。普军接近9,000人伤亡或失踪。奥军方面超过44,000人伤亡或失踪，其中的22,000人被俘。奥军伤亡率高的原因是奥地利拒绝签署第一次日内瓦公约，所以奥军的医护人员被视为作战人员，跟随主要部队离开战场，留下垂死的伤兵。

## 影响
柯尼希格雷茨战役是普奥战争中一场决定性的战役; 战役结束后三周双方就签订停战协议《布拉格条约》。战争的胜利为普鲁士的民族主义者提供极佳机会，使得奧地利為首的德意志邦聯解體，为将来建立小德意志前扫除了障碍。
普魯士獲勝後，法國試圖在普法爾茨和盧森堡獲得領土妥協（如同從義大利獲得尼斯和薩伏依一樣）。 1871年5月2日，德國總理奧托·馮·俾斯麥在德國國會發表演說時回顧了當時的場景：
眾所周知，即使在1866年8月6日，我也能看到法國大使來見我，簡而言之，是為了提出最後通牒：「放棄美因茨，或者戰爭。」我自然對這個答案毫不懷疑。我回答他：“好，那就戰爭吧！”他帶著這個答案來到了巴黎。幾天后，巴黎的一個人有了不同的想法，我得知這條指示是拿破崙皇帝在生病期間撕下來的。隨後進行了與盧森堡有關的嘗試。
法國民眾對普魯士的勝利感到不滿，並要求「為薩多瓦復仇」，這構成了1870年普法戰爭的部分背景。
對於奧地利帝國，由于战场上的巨大失败，它被迫割让富饶的威尼西亚和伦巴底给意大利；奥地利同时失去了在德意志邦联内部的话语权，不得不将视野转向外，和马扎尔人妥协，建立起了二元制的奥匈帝国，同时将扩张的方向转向了巴尔干地区。
《柯尼希格雷茨进行曲》是为纪念这场战役创作的进行曲。

## 分析

### 鐵路優勢
柯尼格雷茨战役是欧洲第一场通过铁路运送大量部队的战役。毛奇不得不向四个🧭派遣軍團（而奥地利则拥有内线的优势）。毛奇将他的胜利归功于铁路。克拉克对此进行了正确的看待。薩克森王國将大量薩克森的机车开往埃格，以使其远离普鲁士人。

### 速射針槍
除了后装弹机的更高节奏之外，例如在柯尼格雷茨战役等中。另一个优点是射手可以在躺下时重新装弹。因此，与配备枪口装弹器的射手相比，他更少受到敌人火力的伤害，后者必须站着或跪着重新装弹，并且在装弹过程中通常是暴露在外的。參加過美国内战（1861-1865）的军事观察员的发现。与此前使用的枪口装弹机相比，普鲁士针枪不仅可以更快地重新装弹，而且可以在躺下时（即隐蔽时）进行装弹。作为少尉参加战斗的保罗·冯·兴登堡后来形容针枪的效果“可怕”。

### 奧軍失敗
彼得·阿爾米勒（Peter Aumüller）总结了以下因素：
1. 奥地利在战争前夕的和平政策是大规模解除炮兵和骑兵的武装，因为奥地利在财政部长伊格纳兹·冯·普莱纳的领导下明显解除了武装。文职部门的预算份额增加，但军队的兵力和资源不断削减。 93个骑兵中队被解散，51个炮兵连被解散。
2. 由于紧缩政策而失去中间机构，导致工作人员超负荷。
3. 没有补充仓库库存。
4. 多年退役经验丰富的军官。
5. 表面上出于预算原因推迟了针枪的引入。
6. 贝内德克的作战顾问、陆军元帅 阿尔弗雷德·冯·亨尼克斯坦和吉迪恩·冯·克里斯马尼奇的交换自7月1日起就开始进行。
7. 违背士官下达的命令而进行的战斗毫无意义，尤其是在斯维普瓦尔德。

## 紀念
普鲁士军队的纪念十字架上刻着这样的铭文：上帝与我们同在，荣耀归于他。 十字架由浅青铜制成，边缘凸起，并有一个带有丝带环的多槽孔眼。横臂四个角之间有一个环绕的桂花环。正面的圆形中央盾牌上刻有字母密码，WR上面刻有拱形铭文 “普鲁士胜利军”。 上面的横臂展示了王冠，另外三个横臂上刻有“上帝与我们同在，荣耀归于他”的铭文。背面的圆形中央盾牌上刻有普鲁士雄鹰，十字架的四个臂上刻有铭文 。